# Ralph Merkle
Pour les articles homonymes, voir Merkle.
Ralph C. Merkle (né le 2 février 1952), est un cryptographe américain et chercheur en nanotechnologie. Il est l'un des pionniers de la cryptographie asymétrique avec Martin Hellman et Whitfield Diffie. En 1974, il a créé les puzzles de Merkle, la première construction (non top secrète) à clef publique (publication en 1978). 
Merkle a étudié l'informatique à Berkeley et obtient un Master en 1977. En 1979, il reçoit son doctorat à Stanford. Son travail de thèse portait sur les systèmes à clé publique. Il est aussi à l'origine de plusieurs fonctions de hachage dont Snefru, de la construction de Merkle-Damgård et des algorithmes de chiffrement de bloc Khufu/Khafre. 
Par la suite, Merkle travaille sur des compilateurs chez Elxsi. En 1988, il est engagé chez Xerox qu'il quitte en 1999. En tant que directeur du GTISC et de Alcor Life Extension Foundation, il se concentre actuellement sur les nanotechnologies et en particulier, les systèmes reconfigurables à l'échelle moléculaire.